# Víktor Zólotov
Víktor Vasílievich Zólotov (en ruso: Ви́ктор Васи́льевич Зо́лотов; nacido el 27 de enero de 1954) es el actual director de la Guardia Nacional de Rusia (Rosgvárdiya) y miembro del Consejo de Seguridad de Rusia.
Zólotov fue guardaespaldas del expresidente Borís Yeltsin, del exalcalde de San Petersburgo Anatoli Sobchak y del actual dirigente ruso Vladímir Putin. Mientras trabajaba para Sobchak, Zólotov conoció a Vladímir Putin, así como a figuras del submundo criminal de San Petersburgo. Miembro del círculo íntimo de los silovikí de Putin, el ascenso de Zólotov al poder y la riqueza se produjo después de que se convirtiera en un confidente cercano de Putin. La familia Zólotov ha obtenido valiosas parcelas de tierra a través de medios dudosos.

## Juventud

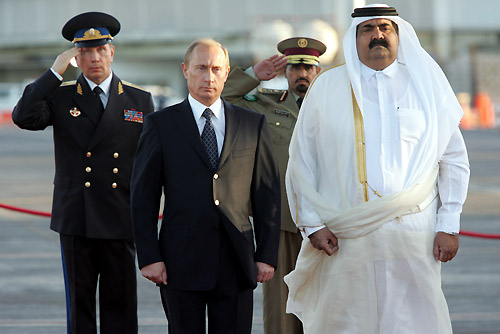
Víktor Zólotov, Vladímir Putin y el jeque Hamad bin Jalifa Al Thani en Catar, 12 de febrero de 2007.

Zólotov nació en Sásovo en la óblast de Riazán en el seno de una familia de clase trabajadora y trabajó como obrero del acero. Zólotov comenzó su carrera en 1975 con las Tropas fronterizas del KGB.

## Carrera en los servicios de seguridad
En 1991, Zólotov fue visto como guardaespaldas junto al presidente de la RSFS de Rusia Borís Yeltsin durante el "discurso del tanque" de Yeltin durante el intento de golpe de Estado soviético de 1991. Tras la disolución de la Unión Soviética, pasó a formar parte del recién creado Servicio Federal de Protección, encargado de la protección de los altos cargos rusos. En la década de 1990, fue contratado como guardaespaldas del alcalde de San Petersburgo Anatoli Sobchak. En este trabajo conoció a Vladímir Putin, que en ese momento era vicealcalde. Zólotov se convirtió en spárring del futuro Presidente de Rusia en boxeo y judo, y "siempre que Putin aparecía en público, se podía ver a Zólotov caminando directamente detrás de él".
Zólotov también sirvió en el servicio de guardia privada Baltik-Eskort de Román Tsépov, antes del envenenamiento de que fuera envenenando por una sustancia radiactiva desconocida. La agencia fue creada en 1992, basándose en los consejos de Zólotov, quien supuestamente supervisó esta agencia más tarde como miembro del KGB, según Yuri Felshtinski y Vladímir Pribylovski. La empresa proporcionaba protección a los funcionarios de alto rango de San Petersburgo, incluido el alcalde de la ciudad Anatoli Sobchak y su familia, así como el vicealcalde Vladímir Putin. También sirvió como mecanismo central para la recaudación de tributos y chorniy nal o "dinero negro" (en ruso: "черный нал") para los fines de Putin.
De 2000 a 2013, fue el jefe de la seguridad del primer ministro de Rusia y Presidente de Rusia Vladímir Putin al mando de los agentes de seguridad que se conocen en Rusia como "hombres de negro" porque llevaban gafas de sol negras y vestían con trajes totalmente negros. Utilizan una variedad de armas, incluyendo lanzacohetes portátiles.
Zólotov es amigo del hombre fuerte checheno Ramzán Kadírov.
El 12 de mayo de 2014, Zólotov fue nombrado ministro del Interior de Rusia y comandante de las Tropas del Interior de Rusia. El 5 de abril de 2016, fue nombrado comandante en jefe de la Guardia Nacional de Rusia, que sustituyó a las antiguas Tropas Internas de Rusia, y relevado de sus anteriores funciones, y por otro decreto presidencial fue nombrado miembro del Consejo de Seguridad.
En abril de 2018, Estados Unidos le impuso sanciones a él y a otros 23 ciudadanos rusos.
En agosto de 2018, Zólotov se convirtió en objetivo de una investigación de la Fundación Anticorrupción. Alekséi Navalny denunció un robo de al menos 29 millones de dólares en contratos de adquisición para la Guardia Nacional de Rusia. Pronto, Navalny fue encarcelado, formalmente por organizar protestas en enero de 2018, y Víktor Zólotov publicó un mensaje de vídeo el 11 de septiembre, donde llamaba a Navalny a un duelo y prometía hacerle "buena y jugosa carne picada".
Tras salir de reclusión, Navalny le dirigió otro vídeo donde aceptaba el desafío, invitándolo a un debate en directo en el canal Rossíya-1 de la Compañía Estatal Panrusa de Televisión y Radiodifusión (VGTRK), en cualquier otra compañía de TV estatal o en el propio canal de Youtube de Navalny.
El 2 de marzo de 2021, el Consejo de la Unión Europea impuso una serie de medidas restrictivas contra Zólotov diciendo que era "responsable de graves violaciones de los derechos humanos en Rusia, incluidas las detenciones y los arrestos arbitrarios y las violaciones sistemáticas y generalizadas de la libertad de reunión pacífica y de asociación, en particular mediante la represión violenta de protestas y manifestaciones." Esto se refiere a la represión de las protestas a favor de Navalny a principios de 2021.
Durante la invasión rusa de Ucrania de 2022, The Moscow Times consideró que Zólotov había desaparecido de la vista pública desde aproximadamente el 13 de marzo de 2022, junto con otros altos silovikí (funcionarios clave de la seguridad rusa), entre ellos Serguéi Shoigu, Ígor Kostyukov y Valeri Guerásimov.

## Vida personal y riqueza
A pesar de su carrera en el gobierno, Zólotov y su familia poseen aproximadamente 9,8 millones de dólares en propiedades inmobiliarias en Rusia, así como parcelas que pueden valer 22,7 millones de dólares. Según el OCCRP, Putin dio a Zólotov propiedades estatales que habían sido legadas por el Estado a trabajadores y pensionistas tras el colapso de la Unión Soviética. Los trabajadores dicen que fueron estafados con las propiedades entregadas a Zólotov.
Su hija Zhanna Zólotova posee un apartamento de 500 metros cuadrados en Moscú, valorado en unos 5 millones de dólares. Está casada con Yuri Chechijin, productor de cine y televisión.
Su hijo Román posee un patrimonio valorado en 10 millones de dólares.

## Libros
- Dawisha, Karen (2014). Putin's Kleptocracy: Who Owns Russia?. Simon & Schuster. ISBN 978-1-4767-9519-5.